# Svarvtjärnen, Dalarna
Svarvtjärnen är en sjö i Leksands kommun i Dalarna och ingår i Dalälvens huvudavrinningsområde. Sjöns area är 0,014 kvadratkilometer och den befinner sig 304 meter över havet.